# Henryk Grot
Henryk Grot pseud. Zygmunt Krajewski (ur. 13 lipca 1897 w Puchaczowie, zm. 2 maja 1972 w Lublinie) – działacz komunistyczny, rewolucjonista.

## Życiorys
Pochodził z chłopskiej rodziny Karola Grota, 1915 wyjechał do Rosji, 1916 powołany do rosyjskiej armii, służył w 1 Pułku Karabinów Maszynowych. W lutym 1917 wstąpił do SDPRR(b), brał udział w rewolucji lutowej w Piotrogrodzie. VII 1917 aresztowany przez rząd Aleksandra Kiereńskiego i wysłany na front pod Rygę, w sierpniu 1917 został ciężko ranny i odesłany do szpitala w Pskowie, potem do Piotrogrodu. Od XII 1917 był robotnikiem w Briańskich Zakładach Metalurgicznych w Jekatierinosławiu, gdzie został skierowany z zadaniem szkolenia wojskowego oddziałów Gwardii Czerwonej. Jesienią 1918 wrócił do kraju i wstąpił w Lublinie do PPS-Lewicy, gdzie został instruktorem oddziałów Milicji Ludowej w powiecie lubelskim. Przez pewien czas współpracował z Marianem Buczkiem m.in. przy organizowaniu rad robotniczych i folwarcznych. I 1919 oddelegowany do pracy w Warszawie, początkowo w sztabie, potem batalionie Milicji Ludowej. Za odmowę wstąpienia do WP i wyjazdu na front w wojnie polsko-sowieckiej w marcu 1919 aresztowany i oskarżony o szpiegostwo na rzecz Rosji sowieckiej. Skazany na śmierć, uwolniony po interwencji dowódcy warszawskiego batalionu, J. Kasprzyckiego. Wrócił do Lublina, gdzie ponownie został aresztowany i na kilka miesięcy uwięziony. XII 1919 powołany do wojska, 1922 wrócił do rodzinnej wsi i wstąpił do KPRP. Współorganizator i sekretarz (do 1937) komórki KPP w Puchaczowie. Od 1926 sekretarz Komitetu Dzielnicowego (KD), a od 1931 Komitetu Okręgowego (KO) KPP w Lublinie. 1937 aresztowany i skazany na 3 lata więzienia (po apelacji karę skrócono do 2 lat), po odbyciu kary wrócił do Puchaczowa. Od VI do XII 1941 więziony przez Niemców, 1942 zatrzymany w łapance ulicznej w Lublinie i wywieziony do obozu w Magdeburgu, skąd wrócił IV 1945. Po powrocie jako znany działacz komunistyczny wyjechał do brata w Gdyni, mimo to prowadził działalność w PPR na Lubelszczyźnie. Aktywny w okresie referendum 1946 i wyborów 1947. W nocy na 3 lipca 1947 żołnierze podziemia antykomunistycznego zabili 9 członków jego rodziny podczas pacyfikacji Puchaczowa; on sam przebywał wówczas poza wsią i uniknął śmierci. Został kierownikiem wydziału kadr Komitetu Powiatowego PPR w Lublinie. 1948 inspektor Powiatowego Komitetu Opieki Społecznej w Lublinie, od 1949 inspektor w Wydziale Rent Prezydium Wojewódzkiej Rady Narodowej (WRN) w Lublinie. Od 1956 na emeryturze. Odznaczony m.in. Krzyżem Kawalerskim Orderu Odrodzenia Polski.